# Saxicola insignis
Saxicola insignis е вид птица от семейство Muscicapidae. Видът е световно застрашен, със статут Уязвим.

## Разпространение
Видът е разпространен в Бутан, Индия, Китай, Казахстан, Монголия, Непал и Русия.